# Migdolus brachypterus
Migdolus brachypterus là một loài bọ cánh cứng trong họ Cerambycidae.